# Qalansawe
Qalansawe ou Qalansuwa (em árabe: قلنسوة; e em hebraico:  קַלַנְסֻוָה) é uma cidade de Israel, no distrito Central, com 18 500 habitantes.